# Tro och ljus
Tro och Ljus (franska: Foi et Lumière) är en kristen ekumenisk och internationell rörelse grundad av Jean Vanier och Marie Helene Mathieu 1971. Organisationen syftar till att vara en gemenskap för människor med olika intellektuella funktionshinder samt deras vänner och familjer, genom möten för vänskap, bön, fest och gemenskap. Det finns mer än 1 420 gemenskaper organiserade i 53 provinser, i 86 länder.
Tro och Ljus internationella huvudkontor och sekretariat finns i Frankrike och har tre anställda. 
Sverige, tillsammans med Norge, Danmark och Estland, bildar Norrskensprovinsen (Northern Light). I Sverige finns fem grupper med säte i Göteborg, Floby, Stockholm, Uppsala och Lund.